# 10856 Bechstein
10856 Bechstein (1995 EG8) là một tiểu hành tinh vành đai chính được phát hiện ngày 4 tháng 3 năm 1995 bởi F. Borngen ở Tautenburg. Nó được đặt tên cho Carl Bechstein.